# Yurimaguas
Yurimaguas est une ville portuaire, chef-lieu de la province d'Alto Amazonas dans la région Loreto, au nord-est du Pérou. Elle est située sur la convergence de deux rivières : le Huallaga (affluent du  Río Marañon, l'une des deux branches du fleuve Amazone) et son affluent le Paranapura (es) lequel se jette dans l'Huallaga au nord-ouest de la ville.
Selon Mongabay (en) la ville comptait 41 827 habitants en 2014. En 2017 la municipalité comptait 63 345  habitants dans le district d'Yurimaguas.
Dès l'indépendance du Pérou vers 1827, l'émigration de diverses communautés vers Yurimaguas a lieu : Tarapotinos, Lameños, La Riojans, Moyobambinos et Chachapoyanos. Avec cette contribution démographique, la ville de Yurimaguas commence à croître ; depuis lors elle est connue comme "Capitale historique de l'Amazonie péruvienne", et, pour sa beauté naturelle et sa diversité culturelle, "La Perla del Huallaga" (la perle du Huallaga). Elle demeure aussi un centre important de commerce, ses habitants étant pour une grande partie agriculteurs ou pêcheurs.
Des fêtes traditionnelles ont lieu tous les ans, du 5 au 15 août. Tous les quartiers de la ville sont décorés et les habitants participent au Paseo de la Vaca Loca (Promenade de la Vache Folle).

## Personnalité
- Miguelina Acosta Cárdenas (1887-1933), militante féministe, anarcho-syndicaliste, enseignante et avocate.